# Иосиф и его удивительный плащ снов
«Иосиф и его удивительный халат снов» (англ. Joseph and the Amazing Technicolor Dreamcoat) — мюзикл Эндрю Ллойда Уэббера и Тима Райса (1968), рассказывающий библейскую историю Иосифа Прекрасного.

## Создание
Этот мюзикл является второй совместной работой Ллойда Уэббера и Райса. Первоначальная его версия представляла собой 15-минутную кантату; постановка: 1 марта 1968, школа Колет Курт, Лондон.
Уже к 8 ноября того же 1968 года переработанная вторая версия мюзикла была расширена до 35 минут. Произведение получило название поп-кантаты и исполнялось хором мальчиков-школьников; постановка прошла успешно и была отмечена несколькими положительными отзывами.
В 1970 году Ллойд Уэббер и Райс, вдохновлённые успехом своего знаменитого мюзикла «Иисус Христос — суперзвезда», решили вернуться к их предыдущему творению про Иосифа и ещё раз заново переработать его, подготовив для большой постановки. К 1976 году новый, переработанный вариант достиг 90 минут и был поставлен в Нью-Йорке в Бостонской академии музыки. Первая официальная запись датируется 1974 годом.
В 1981 году шоу было поставлено в театре Ист-Виллидж, а 27 января 1982 года, после 77 представлений, было перенесено в Королевский театр (Royale Theatre), где прошло на сцене 747 раз.
В 2000 году по мюзиклу была снята кинолента.

## Содержание

### Акт I
Мюзикл основан на библейской истории об Иосифе (Книга Бытия).
Мюзикл построен на рассказе Повествователя (иногда для детей, вдохновляя их на мечты). Затем рассказывается история Иосифа, другого мечтателя («Prologue», «Any Dream Will Do»). В начале основной истории Повествователь представляет Иакова и его 12 сыновей («Jacob and Sons»). У братьев Иосифа вызывает зависть его разноцветный халат — символ предпочтения Иосифа его отцом всем остальным сыновьям («Joseph’s Coat»). Из снов Иосифа понятно, что ему предназначено управлять братьями («Joseph’s Dreams»). Чтобы избавиться от него и не дать его снам осуществиться, они пытаются убить юношу, но потом продают в рабство проезжающим измаильтянам («Poor, Poor Joseph»), которые привозят его в Египет.
Вернувшись домой, его братья, руководимые Рувимом (Левием в оригинальной бродвейской постановке), в сопровождении своих жён говорят Иакову, что Иосиф погиб. Они показывают ему изорванный халат Иосифа, запачканный якобы его кровью (на самом деле — кровью козы) как доказательство, что они сказали правду («One More Angel in Heaven»). После этого Иаков уходит, а братья со своими жёнами празднуют избавление от Иосифа.
В Египте Иосиф — раб египетского богача Потифара. Он проходит через все ступени рабства и службы, пока не становится управляющим в доме Потифара. Когда жена Потифара заигрывает с Иосифом, он отвергает её. Она срывает его рубашку и покрывает его поцелуями. Потифар подслушивает, врывается, видит их вместе — и торопится с выводами («Potiphar»). Возмущенный, он бросает Иосифа в тюрьму. Подавленный, Иосиф сетует на сложившуюся ситуацию («Close Every Door») — но его дух поднимается, когда он помогает двум заключенным в его камере. Оба бывшие слуги Фараона и у обоих причудливые, необычные сны. Иосиф объясняет их. Один заключенный, Пекарь, будет казнён, но другой, Дворецкий, вернется на службу. Услышав это, оставшиеся заключенные окружают Иосифа и вдохновляют его следовать за его снами («Go, Go, Go Joseph»).

### Акт II
Повествователь рассказывает о грядущих переменах в жизни Иосифа («A Pharaoh Story»), так как никто не может объяснить сны Фараона. Теперь свободный, Дворецкий рассказывает Фараону (представленному в стиле Элвиса Пресли) об Иосифе и его удивительных способностях толковать сны («Poor, Poor Pharaoh»). Фараон приказывает привести Иосифа и рассказывает ему свой сон о семи тучных коровах, семи худых коровах, семи колосьях тучных и семи колосьях тощих («Song of the King»).
Иосиф истолковывает сновидения Фараона, предсказав, что ближайшие семь лет будут плодородными, а затем наступят семь лет недорода («Pharaoh’s Dreams Explained»). Поражённый Фараон назначает Иосифа позаботиться о приготовлениях, нужных для того, чтобы выдержать надвигающийся голод, и Иосиф становится самым влиятельным и могущественным человеком в Египте после Фараона («Stone the Crows»). (В лондонской постановке 2007 года у Фараона была новая песня «King of my Heart».)
Голод застал братьев Иосифа, которые, теперь возглавляемые Симеоном, вторым сыном Иакова (от Лии), сожалеют о том, что продали брата и обманули отца («Those Canaan Days»). Они узнают, что в Египте всё ещё есть еда, и решают отправиться туда просить милости, надеясь быть накормленными («The Brothers Come to Egypt»), не ведая, что будут иметь дело с Иосифом («Grovel, Grovel»). Иосиф даёт им еду, но подкидывает золотой кубок в мешок младшему брату, Вениамину. Когда братья пытаются уйти, Иосиф останавливает их, спрашивая про «украденный кубок». Каждый брат опустошает свой мешок, и выясняется, что кубок у Вениамина. Иосиф обвиняет Вениамина в краже («Who’s the Thief?»). Остальные братья во главе с Иудой (Нафтали в оригинальной бродвейской версии) просят помиловать Вениамина, умоляя Иосифа арестовать их вместо Вениамина («Benjamin Calypso»).
Видя их жертвенность и раскаяние, Иосиф раскрывается перед ними («Joseph All the Time») и посылает за своим отцом. Они воссоединяются («Jacob in Egypt»), и Иосиф вновь надевает свой разноцветный халат («Finale: Any Dream Will Do (Reprise)/Give Me My Coloured Coat»).
В некоторых постановках финал сопровождается рок/диско-попурри основных музыкальных номеров («Joseph Megamix»).

## Музыкальные номера
| Акт I - Prologue — Рассказчик - Any Dream Will Do — Иосиф, Дети - Jacob and Sons — Рассказчик, Братья Иосифа, Жёны Иакова, Дети, Хор - Joseph’s Coat — Яков, Рассказчик, Братья Иосифа, Жёны Иакова, Дети, Хор - Joseph’s Dreams — Рассказчик, Братья Иосифа, Иосиф - Poor, Poor Joseph — Рассказчик, Братья Иосифа, Дети, Хор - One More Angel in Heaven — Рувим (соло), Братья Иосифа, Иаков, Неффалим, Жёны Иакова. - Potiphar — Рассказчик, Потифар, Миссис Потифар, Иосиф, Дети, Хор - Close Every Door — Иосиф, Дети, Хор - Go, Go, Go Joseph — Рассказчик, Пекарь, Дворецкий, Иосиф, Хор | Акт II - Pharaoh’s Story — Рассказчик, Дети, Хор - Poor, Poor Pharaoh — Рассказчик, Дворецкий, Фараон, Иосиф, Хор - Song of the King (Seven Fat Cows) — Фараон и Хор - Pharaoh’s Dreams Explained — Иосиф, Дети, Хор - Stone the Crows — Рассказчик, Фараон, Иосиф, Хор - Those Canaan Days — Братья Иосифа, Симеон (соло), Иаков - The Brothers Come To Egypt — Рассказчик, Рувим, Братья Иосифа, Иосиф - Grovel, Grovel — Иосиф, Рассказчик, Братья Иосифа, Дети, Хор - Who’s the Thief? — Иосиф, Рассказчик, Братья Иосифа, Дети - Benjamin Calypso — Братья Иосифа, Иуда (соло), Хор - Joseph All the Time — Рассказчик, Иосиф, Дети - Jacob in Egypt — Все - Finale: Any Dream Will Do / Give Me My Coloured Coat — Все - Joseph Megamix (curtain call) — Все |